# Dong Yuan

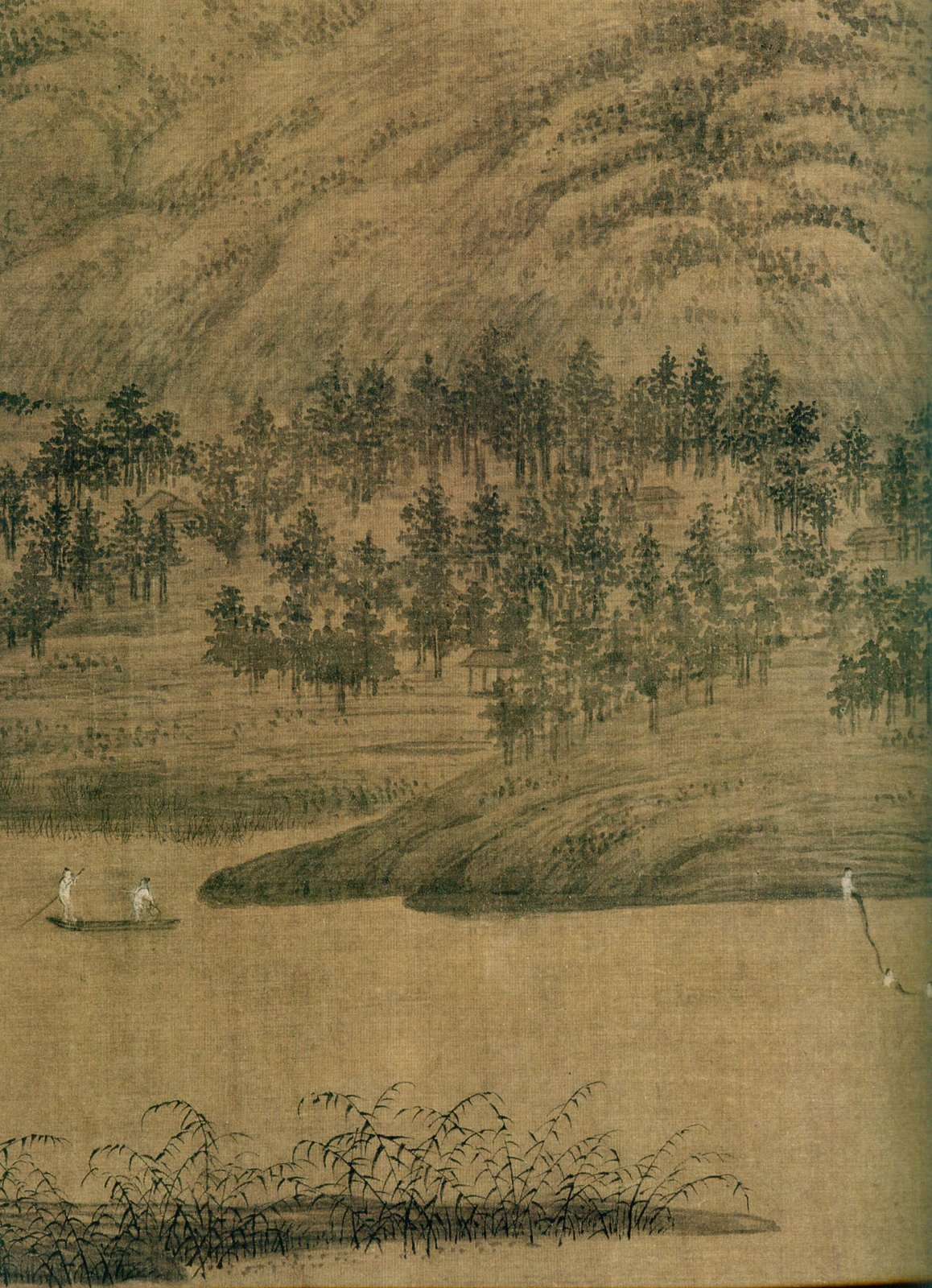
Obraz Dong Yuana pt. Rzeki Xiao i Xiang.

Dong Yuan (chiń. 董源; pinyin Dŏng Yuán; ur. ok. 900 w Zhongling (Jiangxi), zm. ok. 962) – chiński malarz, czołowy przedstawiciel i założyciel kierunku znanego jako południowa szkoła malarstwa pejzażowego.
O życiu Dong Yuana niewiele wiadomo. Działał w epoce Pięciu Dynastii (907-960) i uprawiał styl niebiesko-zielony, charakterystyczny dla epoki Tang, zasłynął jednak przede wszystkim swoimi monochromatycznymi obrazami shan shui (góra-woda). Stosował długie, łagodne pociągnięcia pędzla i obfite nakładanie tuszu. Tworzył w ten sposób spokojne, zjawiskowe pejzaże, inspirowane przez topografię bujnego koryta rzeki Jangcy. Uznanie zdobyły także jego obrazy figuralne. Dong Yuan cieszył się opinią doskonałego nauczyciela. Razem ze swoim najsłynniejszym uczniem, Ju Ranem, założył południową szkołę malarstwa pejzażowego. Nazwę tę prawdopodobnie zastosował późniejszy historyk, który dostrzegł, że ich styl znacznie różni się od twórczości artystów nazwanej szkoły północnej. Elegancka technika malarska Dong Yuana, nowatorskie sposoby cieniowania i wyrafinowane używanie głębokiej perspektywy ukazały nowe możliwości i ustanowiły wzorzec artystyczny podziwiany i naśladowany przez wiele następnych stuleci.

## Główne dzieła
- Rzeki Xiao i Xiang, ok. 950 (Muzeum Pałacowe, Pekin, Chiny)
- Góry w lecie, ok. 950 (Muzeum Szangajskie, Szanghaj, Chiny)
- Zimowe gaje i liście na stoku, ok. 950  (Kurosawa Institute of Ancient Cultures, Hyogo, Japonia)